# Романов, Владимир Константинович
Владимир Константинович Романов (20 ноября 1892, Санкт-Петербург — 17 января 1974 или 1964, Ленинград) — российский и советский спортсмен (легкоатлет, теннисист, футболист и т. д.), чемпион и рекордсмен страны, Заслуженный мастер спорта СССР (1939). Спортивный организатор. Участник Первой мировой и Великой Отечественной войн.

## Биография
Родился 20 ноября 1892 года в Санкт-Петербурге в семье коллежского советника Константина Филипповича Романова и его жены Марии Михайловны. Летом семья часто жила на своей даче в поселке Тярлево.
Увлёкся спортом в годы учёбы в гимназии Павловск-Тярлевском кружке любителей спорта. Многократный победитель международных соревнований в 1912—1914 годах, победитель первой российской олимпиады 1913 года в прыжке в высоту (175 см, рекорд страны) и тройном прыжке (12,90 м — рекорд страны). Впоследствии довёл свой результат в тройном прыжке до 13,39. Чемпион России по прыжкам в высоту 1912 (160 см) и 1913 (171 см) годов. В 1912—1914 годах трижды обновлял рекорд России в этой дисциплине (173,5, 177,5 и 180 см). Серебряный призёр чемпионата страны по прыжкам в длину. Серебряный призёр чемпионата страны по теннису в парном разряде.
В августе 1925 года на чемпионате РККА стал чемпионом, установив при этом рекорд СССР — 176 см. Работал начальником команды Киевского военного округа. В 43 года был в отличной спортивной форме. Его результаты в этом возрасте составляли: в прыжке в высоту — 1,75, длину — 6,50 и тройным — 12,34.
Единственный спортсмен, которому удалось стать рекордсменом Российской империи и СССР. Участвовал в Первой мировой и Великой Отечественной войнах. Был награждён орденами Ленина и Красного Знамени.
До 1963 года работал в Ленинградском городском спорткомитете. Был судьей всесоюзной категории по теннису. Занимался спортивной организационной деятельностью.
Умер 17 января 1974 года в Ленинграде и был похоронен на кладбище городского крематория.